# NGC 5690
NGC 5690 is een spiraalvormig sterrenstelsel in het sterrenbeeld Maagd. Het hemelobject werd op 30 april 1786 ontdekt door de Duits-Britse astronoom William Herschel.

## Aitken 2227 (HD 128563)
Amateurastronomen die op zoek willen gaan naar het stelsel NGC 5690 kunnen gebruik maken van de dubbelster Aitken 2227 (HD 128563) van magnitude 6 die zich, vanaf de Aarde gezien, schijnbaar net ten westen van het stelsel bevindt. Deze dubbelster behoort echter tot ons eigen melkwegstelsel. Aitken 2227 was ontdekt en onderzocht door Robert Grant Aitken.

## Synoniemen
- UGC 9416
- IRAS 14351+0230
- MCG 0-37-19
- KARA 638
- ZWG 19.72
- PGC 52273